# Crambus sibiricus
Crambus sibiricus is een vlinder uit de familie van de grasmotten (Crambidae). De wetenschappelijke naam van deze soort is voor het eerst voorgesteld door Sergej Nikolajevitsj Alferaki in een publicatie uit 1897.
De soort komt voor in Kamtsjatka en Japan.